# Dike
Dike er retfærdighedens gudinde i græsk mytologi. Hun modsvarer den romerske mytologis Justitia.
| Mytologi | Spire Denne artikel om mytologi er en spire som bør udbygges. Du er velkommen til at hjælpe Wikipedia ved at udvide den. |